# Wilków (powiat prudnicki)
Wilków (dodatkowa nazwa w j. niem. Wilkau) – wieś w Polsce, położona w województwie opolskim, w powiecie prudnickim, w gminie Biała. Historycznie leży na Górnym Śląsku, na ziemi prudnickiej. Położona jest na terenie Wysoczyzny Bialskiej, będącej częścią Niziny Śląskiej.
W latach 1975–1998 miejscowość należała administracyjnie do ówczesnego województwa opolskiego.
Według danych na 2011 wieś była zamieszkana przez 182 osoby.

## Geografia

### Położenie
Wieś jest położona w południowo-zachodniej Polsce, w województwie opolskim, około 7 km od granicy z Czechami, na Wysoczyźnie Bialskiej. Należy do Euroregionu Pradziad. Ma charakter rolniczy. Głównymi uprawami są tutaj buraki cukrowe, rzepak i pszenica. Leży na terenie Nadleśnictwa Prudnik (obręb Prudnik).

### Środowisko naturalne
W Olbrachcicach panuje klimat umiarkowany ciepły. Średnia temperatura roczna wynosi +8,3 °C. Duże zróżnicowanie dotyczy termicznych pór roku. Średnie roczne opady atmosferyczne w rejonie Olbrachcic wynoszą 563 mm. Dominują wiatry zachodnie.

## Nazwa
Nazwa pochodzi od polskiej nazwy na drapieżnego ssaka wilka. Topograficzny opis Górnego Śląska z 1865 roku notuje wieś pod obecnie stosowaną, polską nazwą Wilków, a także zgermanizowaną – Wilkau, a także wymienia nazwy wynotowane z historycznych dokumentów we fragmencie „Wilkau (1531 Wilkow, 1534 Wilkaw, polnisch Wilkow)”.
Ze względu na polskie pochodzenie w okresie hitlerowskiego reżimu w latach 1936–1945 nazistowska administracja III Rzeszy zmieniła nazwę miejscowości na nową, całkowicie niemiecką – Willenau. 9 września 1947 r. nadano miejscowości polską nazwę Wilków.

## Historia

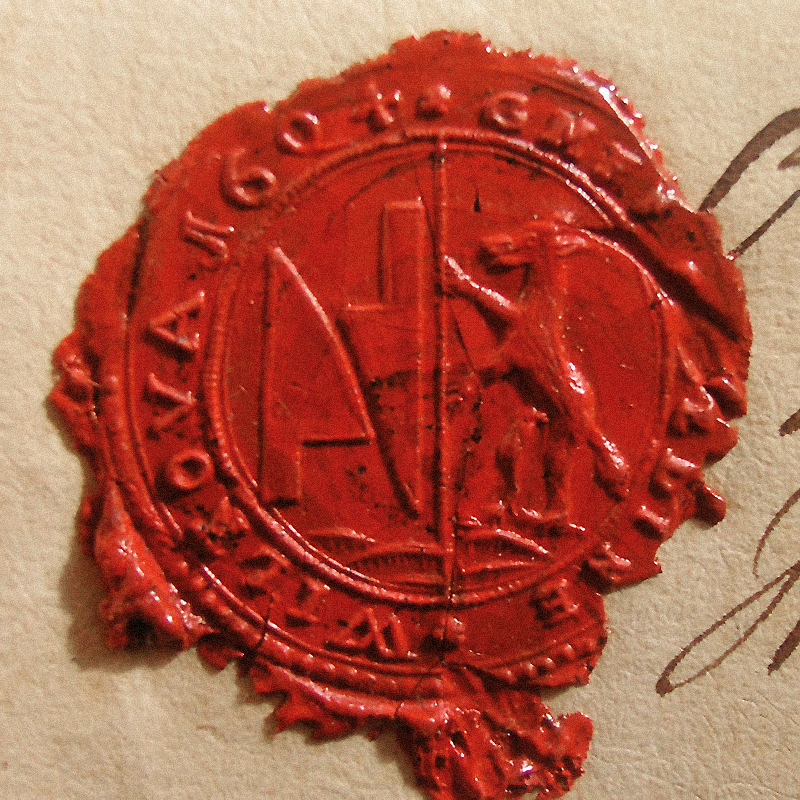
Pieczęć Wilkowa (1722)

Na terenie wsi odkryto osadę ludności kultury przeworskiej z młodszego okresu wpływów rzymskich.

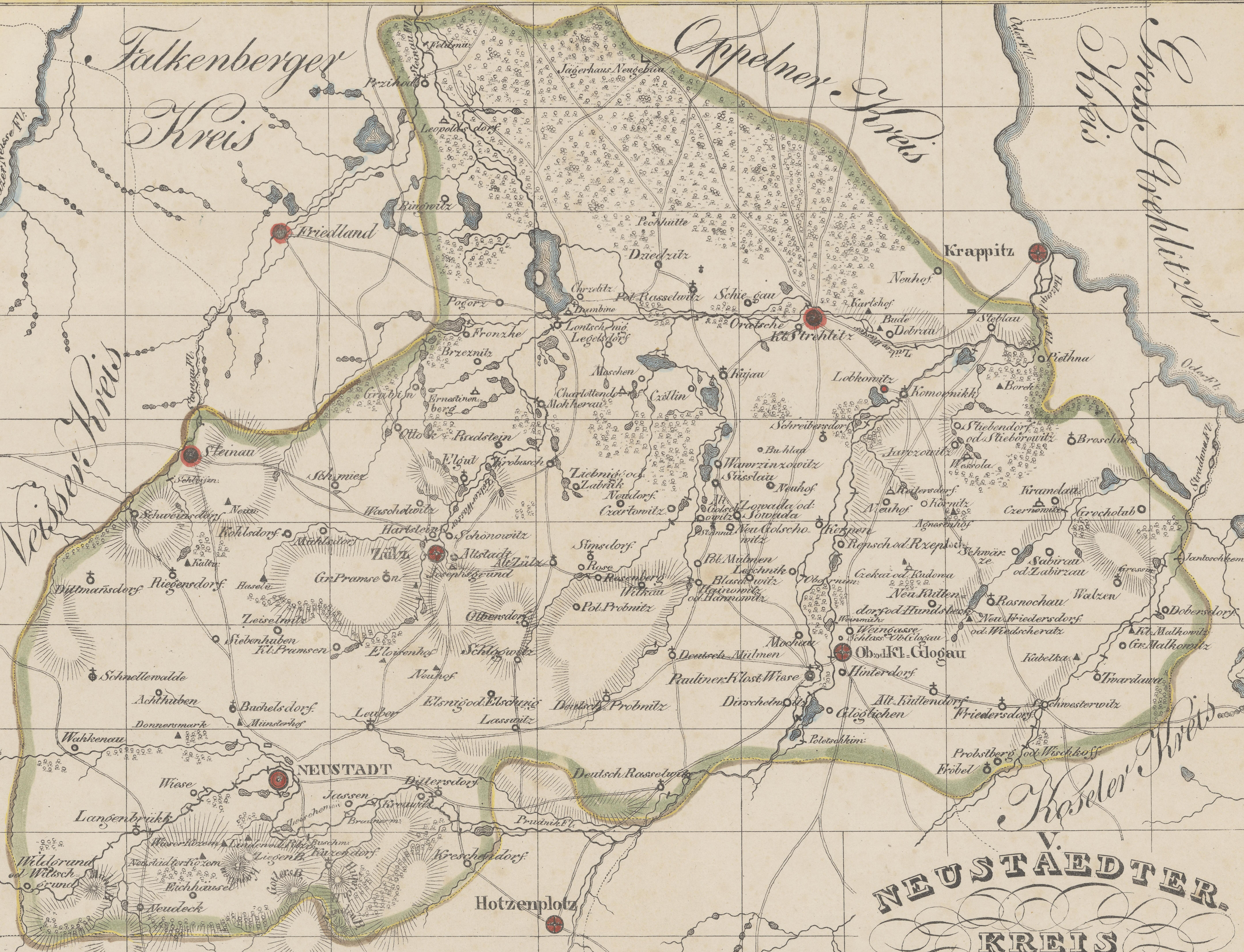
Wilków (Wilkau) wśród miejscowości ziemi prudnickiej na mapie z XIX wieku

Wieś została założona pod koniec XV wieku. Pierwsza wzmianka o niej pochodzi z początku XVI wieku.
W 1571 sołtysem wsi był Krzysztof (Christof). Pod koniec XVIII wieku w Wilkowie mieszkało 159 osób. Wieś podlegała klasztorowi paulinów w Mochowie.

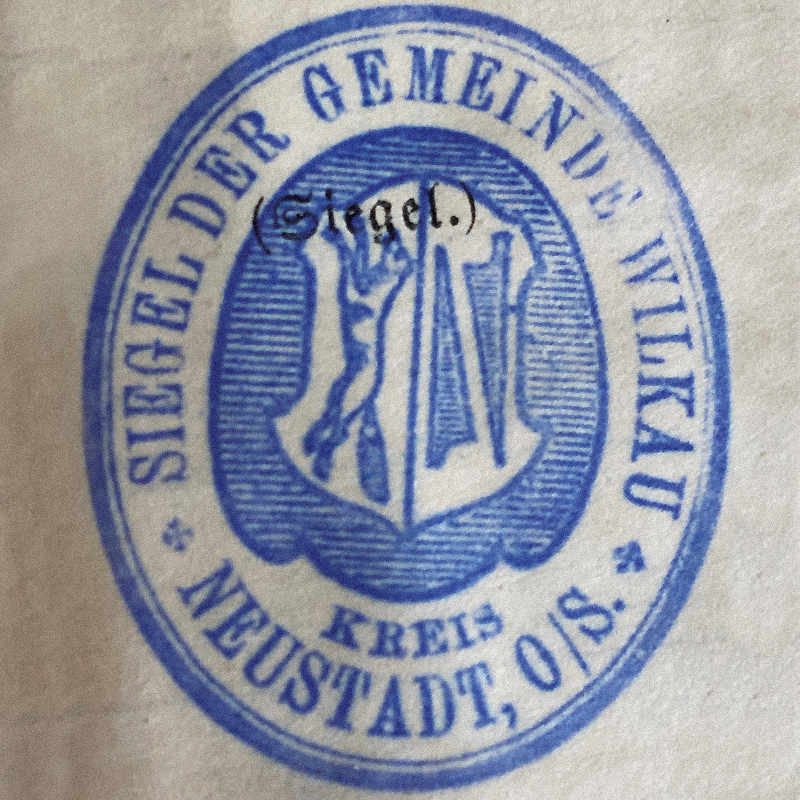
Pieczęć Wilkowa (1912)

Do 1742 wieś należała do powiatu sądowego głogóweckiego w Monarchii Habsburgów. Po I wojnie śląskiej znalazła się w granicach Królestwa Prus i weszła w skład powiatu prudnickiego w prowincji Śląsk. W latach 1768–1789 sołtysem wsi był Michael Chrząszcz, krewny kapłana Jana Piotra Chrząszcza. Wieś posiadała swoją własną pieczęć, która przedstawiała w polu dzielonym w słup po lewej lemiesz skierowany ostrzem w górę i lemiesz skierowany ostrzem w dół, po prawej wspiętego wilka, a w otoku napis: WILLCKAU GEMEIN SIEG: / NEYSTAETER CREYS (pol. Gmina Wilków / Powiat Prudnicki).

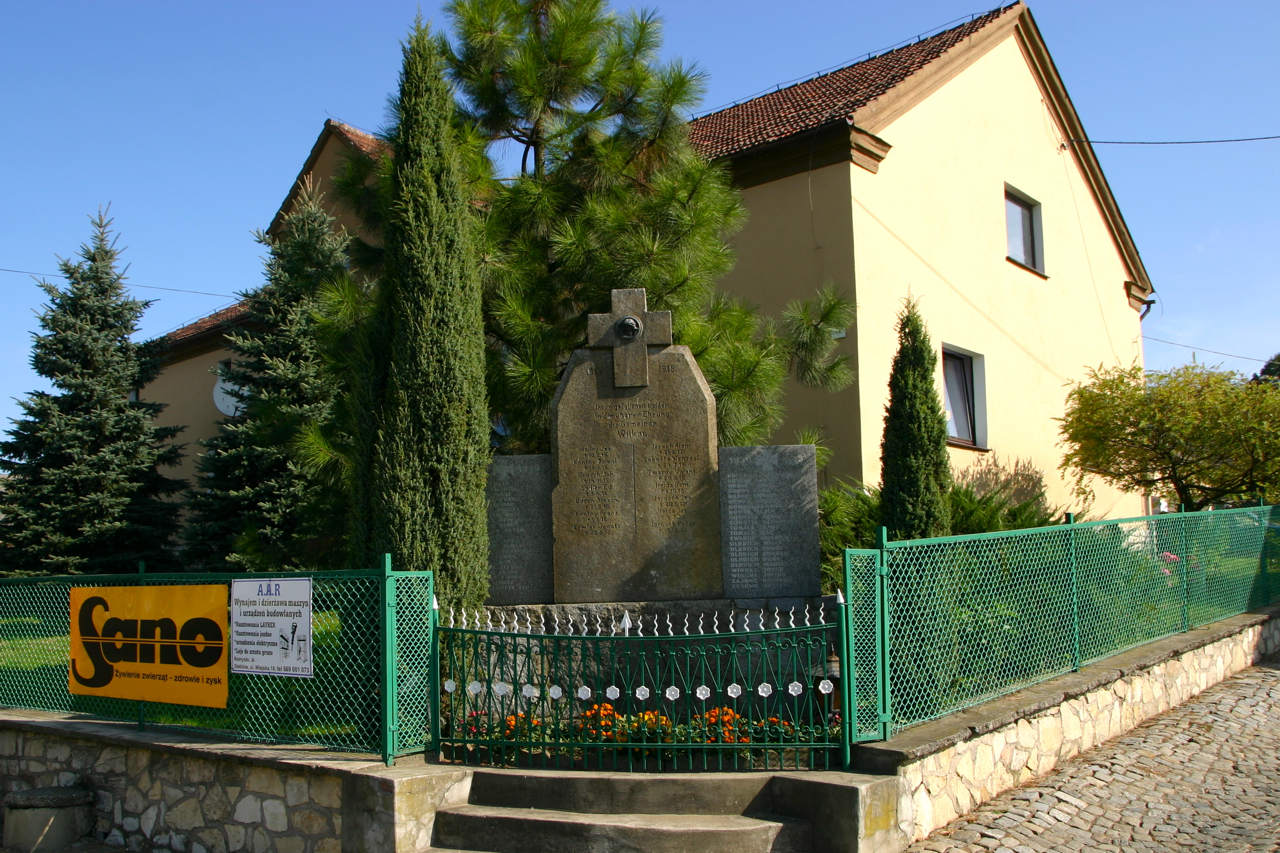
Pomnik upamiętniający mieszkańców wsi, którzy zginęli podczas I i II wojny światowej

W połowie XIX wieku we wsi mieszkało 299 osób, a pod koniec niego było ich 327. Według spisu ludności z 1 grudnia 1910, na 404 mieszkańców Wilkowa 13 posługiwało się językiem niemieckim, 286 językiem polskim, 1 innym językiem, a 4 było dwujęzycznych. Po I wojnie światowej we wsi powstał pomnik upamiętniający mieszkańców wsi, którzy zginęli podczas niej. W wyborach parlamentarnych w Republice Weimarskiej w 1919 najwięcej głosów w Wilkowie zdobyli chrześcijańscy demokraci.
W 1921 w zasięgu plebiscytu na Górnym Śląsku znalazła się tylko część powiatu prudnickiego. Wilków znalazł się po stronie wschodniej, w obszarze objętym plebiscytem. W lutym 1921 w Wilkowie wybuchł pożar, który zniszczył trzy stodoły i chlew. Polscy mieszkańcy wsi uznali to za „karę boską” za urządzoną dzień wcześniej przez Niemców zabawę taneczną, co doprowadziło do konfliktów między mieszkańcami. Do głosowania uprawnionych było w Wilkowie 227 osób, z czego 162, ok. 71,4%, stanowili mieszkańcy (w tym 158, ok. 69,6% całości, mieszkańcy urodzeni w miejscowości). Oddano 216 głosów (ok. 95,2% uprawnionych), w tym 216 (100%) ważnych; za Niemcami głosowały 154 osoby (ok. 71,3%), a za Polską 62 osoby (ok. 28,7%).
W latach 1945–1950 Wilków należał do województwa śląskiego, a od 1950 do województwa opolskiego. W latach 1945–1954 wieś należała do gminy Gostomia, a w latach 1954–1972 do gromady Gostomia. Podlegała urzędowi pocztowemu w Białej.
We wrześniu 1945 miejscowa i osadnicza młodzież zorganizowała w Wilkowie amatorski zespół. Następnie zorganizowano chór i wydarzenia kulturalne. 25 listopada 1945 otwarto Dom Kultury w Wilkowie. W 1949 we wsi znajdowały się między innymi: szkoła podstawowa prowadzona przez Inspektorat Szkolny w Prudniku, kotlarz.
W 2005 Wilków przystąpił do Programu Odnowy Wsi Opolskiej.

## Mieszkańcy
Miejscowość zamieszkiwana jest przez mniejszość niemiecką oraz Ślązaków. Mieszkańcy wsi posługują się gwarą prudnicką, będącą odmianą dialektu śląskiego. Należą do podgrupy gwarowej nazywanej Goloki.

### Liczba mieszkańców wsi
- 1933 – 332[29]
- 1939 – 304[29]
- 1966 – 265[30]
- 1998 – 223[31]
- 2002 – 207[31]
- 2009 – 177[31]
- 2011 – 182[31]
- 2013 – 173[32]

## Transport

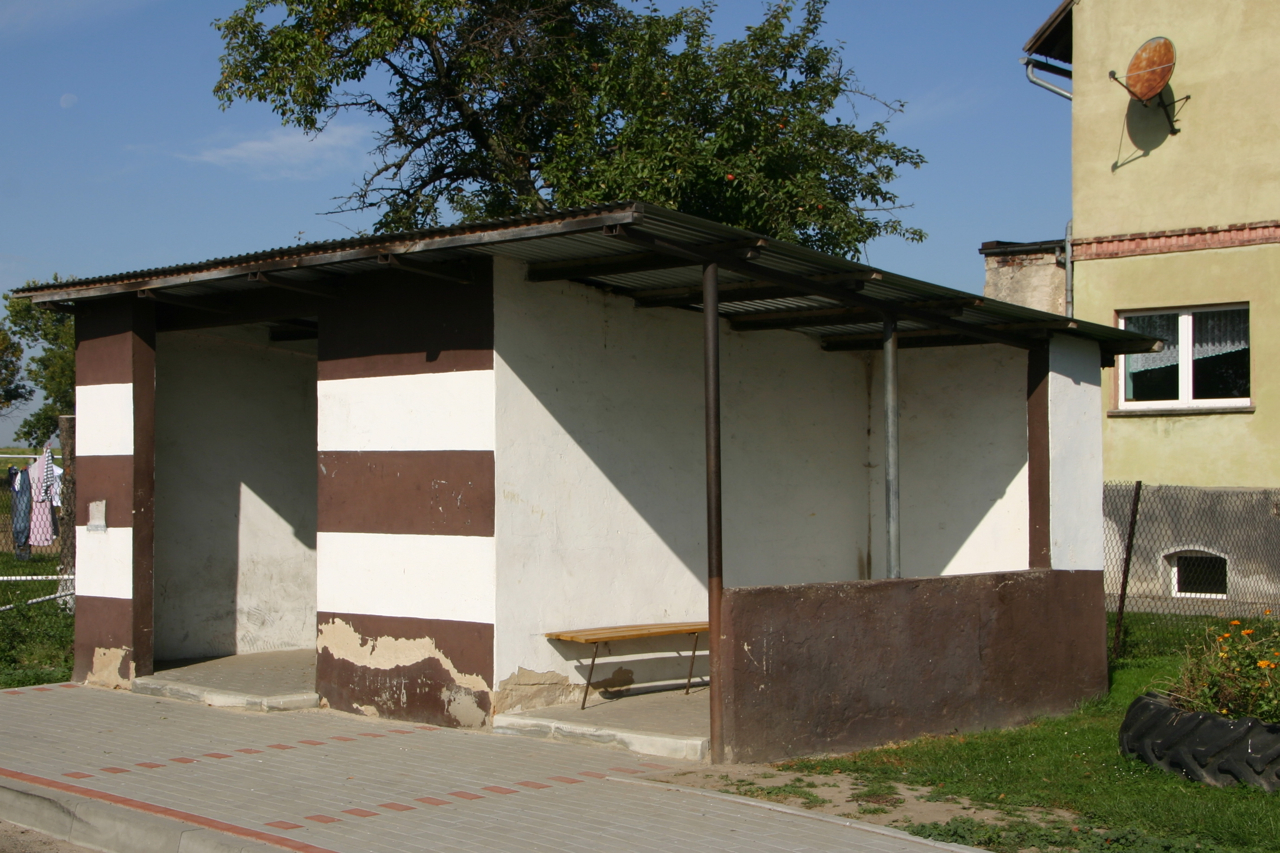
Przystanek autobusowy

W zarządzie Wydziału Drogownictwa Starostwa Powiatowego w Prudniku znajduje się droga powiatowa nr 1208O relacji Biała – Solec – Rostkowice – Wilków – Mionów – Błażejowice Dolne – Mochów.
Wilków posiada połączenia autobusowe z Głogówkiem, Prudnikiem. We wsi znajduje się jeden przystanek autobusowy.
Transport autobusowy w Wilkowie obsługiwany był przez PKS Prudnik. W 2004 prudnicki PKS został sprywatyzowany z udziałem Connex Polska. W 2008, w wyniku połączenia spółek PKS Connex Prudnik i PKS Connex Kędzierzyn-Koźle, utworzona została spółka Veolia Transport Opolszczyzna, w 2013 przejęta przez Arriva Bus Transport Polska. W 2019 Arriva wycofała się z Prudnika. Wówczas organizacją przewozów pasażerskich w Wilkowie i okolicy zajęły się ościenne PKS-y. W grudniu 2021 powołano Powiatowo-Gminny Związek Transportu „Pogranicze”, mający na celu poprawę jakości transportu.

## Religia
Katolicy z Wilkowa należą do parafii św. Wawrzyńca w Wierzchu (dekanat Głogówek). We wsi znajduje się kaplica św. Floriana.

## Turystyka
Oddział PTTK „Sudetów Wschodnich” w Prudniku ustanowił turystyczną Odznakę Krajoznawczą Ziemi Prudnickiej, którą zdobywa się poprzez zwiedzenie odpowiedniej liczby obiektów w miejscowościach położonych na ziemi prudnickiej, w tym w Wilkowie. Przez Wilków przebiega trasa Kolarskiego Rajdu Dookoła Ziemi Bialskiej, za przejechanie którego PTTK Prudnik przyznaje odznakę.
12 lipca 2010, w ramach organizowanego w Prudniku VI Europejskiego Tygodnia Turystyki Rowerowej, w którym wzięli udział rowerzyści z całej Europy, przez Wilków prowadziła trasa „Szlakiem Pielgrzyma”.

### Szlaki turystyczne
Przez Wilków prowadzi szlak turystyczny:
- Szlakami bociana białego (46,6 km): Biała – Solec – Olbrachcice – Wierzch – Wilków – Rostkowice – Mokra – Łącznik – Brzeźnica – Górka Prudnicka – Ligota Bialska – Biała[46]

### Szlaki rowerowe
Przez Wilków prowadzi szlak rowerowy:
- Trasa rowerowa PTTK nr 261-c: Biała – Stare Miasto – Solec – Olbrachcice – Wierzch – Wilków – Rostkowice – Gostomia – Krobusz – Radostynia – Mokra – Łącznik – Brzeźnica – Górka Prudnicka – Ligota Bialska – Biała

## Bezpieczeństwo
W zakresie ochrony przeciwpożarowej oraz innych miejscowych zagrożeń w Wilkowie działa jednostka Ochotniczej Straży Pożarnej.
Miejscowość jest pod opieką dzielnicowego rejonu służbowego nr 15 Komendy Powiatowej Policji w Prudniku (Posterunek Policji w Białej).
Teren wsi, jak i całej gminy Biała, położony jest w strefie nadgranicznej w związku z czym Straż Graniczna dysponuje, na tym obszarze, specjalnymi kompetencjami w zakresie bezpieczeństwa. Gminę Biała obejmuje zasięgiem służbowym placówka Straży Granicznej w Opolu ze Śląskiego Oddziału SG.

## Ludzie związani z Wilkowem
- Stanisław Sobota (1879–1964) – lekarz weterynarii i działacz społeczny, urodzony w Wilkowie
- Alfons Spiller (1894–1978) – chirurg, polityk, burmistrz Mysłowic, urodzony w Wilkowie